# سلامة كيلة
سلامة كيلة (4 يوليو 1955 - 2 أكتوبر 2018) هو كاتب ومُفكر فلسطيني، ويُعد مِن أبرز الكُتاب العرب في الماركسية واليسار والقومية والواقع العربي.

## حياته
ولد سلامة في مدينة بيرزيت عام 1955، وفيما بعد أبعدته سلطات الاحتلال الإسرائيلي، فعاش في بغداد، وفي عام 1979 حصلَ على درجة البكالوريوس في العلوم السياسية من جامعة بغداد، ثُم أقام في سوريا منذُ عام 1981، ثُم بين مصر والأردن وفرنسا.
عملَ سلامة في المقاومة الفلسطينية ثم في اليسار العربي، وسجن ثمانية سنوات في السجون السورية في الفترة ما بين 1992 حتى 2000، حيثُ اعتقلته السلطات السورية بتهمة مناهضة أهداف الثورة، وألقي القبض عليه مرةً ثانية في عام 2012، ولكن هذه المرة أُبعدَ إلى خارج سوريا، حيثُ رُحلَ إلى الأردن، ولم يستطِع العودة إلى فلسطين، بسبب اعترافاتٍ عليه عام 1976، فهوَ مطلوب للسلطات الإسرائيلية بتهمة العمل المقاوم.
كتب سلامة في العديد من الصحف والمجلات العربية مثل الطريق اللبنانية والنهج ودراسات عربية والوحدة، كما كان ناشطًا وحاضرًا على شبكة الإنترنت بنقاشاته ومقالاته الدورية على مواقع التواصل الاجتماعي ومواقع يسارية بارزة.
تُوفي في 2 أكتوبر 2018 في العاصمة الأردنية عمان عن عمرٍ يناهز 63 عامًا، وجاءت وفاته بعد صراعٍ طويل مع سرطان ابيضاض الدم.

## مؤلفاته
أصدر عددًا من الكُتب، خاصةً في الفترة ما بين 2001 حتى 2005، ومنها:
- نقد الحزب، دار دمشق 1987.
- الثورة ومشكلات التنظيم، منشورات الوعي 1986.
- نقد التجربة التنظيمية الراهنة، منشورات الوعي 1988.
- حول الأيديولوجيا والتنظيم، دار دمشق 1987.
- التراث والمستقبل، دار الصعود/بيروت 1988.
- العرب ومسألة الأمة، دار الفارابي/بيروت 1989.
- نقد الماركسية الرائجة، منشورات الوعي الجديد 1990.
- إشكالية الحركة القومية العربية -محاولة توضيح، دار كنعان/دمشق 1991.
- الإمبريالية ونهب العالم، دار التنوير العلمي/عمان 1992.
- مقدمة عن ملكية الأرض في الإسلام، دار المدى/دمشق 2001.
- فوضى الأفكار: الماركسية واختيارات التطور، دار الينابيع/دمشق 2001.
- المادية والمثالية في الماركسية-مناقشة لفكر ملتبس-، دار الينابيع/دمشق 2001.
- الاشتراكية أو البربرية، دار بولاق/عمان، دار الكنوز الأدبية/بيروت 2001.
- أطروحات من اجل ماركسية مناضلة، دار التنوير/دمشق، منشورات الوعي الجديد 2002.
- عصر الإمبراطورية الجديدة، دار التكوين/دمشق 2003.
- التطوّر المحتجز: الماركسية واختيارات التطور الاقتصادي الاجتماعي، دار الطليعة الجديدة/دمشق 2003.
- مشكلات الماركسية في الوطن العربي، دار التكوين/دمشق 2003.
- العولمة الراهنة: آليات إعادة إنتاج النمط الرأسمالي، دار نينوى/دمشق 2004.
- الأبعاد المستقبلية: المشروع الصهيوني والمسألة الفلسطينية، دار أزمنة/عمان 2004.
- من هيغل إلى ماركس: موضوعات حول الجدل (ج1)، دار الفارابي/بيروت 2004.
- إشكالية الحركة القومية العربية (طبعة موسعة)، دار ورد/عمان 2005.